# 下不列顛
下不列顛（Britannia Inferior）是羅馬帝國不列顛行省底下的次行政區之一，其位置大約是在今日的英格蘭北部，由卡拉卡拉在約214年時建立。下不列顛的首府為伊布拉坎（今約克），羅馬在這裡設有一執政官統帥駐紮於此地的軍團，以便控制鄰近地區。在塞维鲁王朝期間下不列顛一直保持其次行省的地位，直到296年時戴克里先重整帝國的組織架構，下不列顛才終於消失。
雖然在命名上下不列顛的地名中有個「下」字，但在實際上它卻位於不列顛省的北部，與一般人北邊等於上面的認知相反。之所以會有這落差起因於羅馬帝國的上下觀念是以首都羅馬為中心，靠近羅馬的地方稱為「上」，較遠離的地方則稱為「下」，因此下不列顛意指比不列顛更遠離羅馬的地方，因而得名。